# Neomintho celeris
Neomintho celeris är en tvåvingeart som först beskrevs av Townsend 1919.  Neomintho celeris ingår i släktet Neomintho och familjen parasitflugor. Inga underarter finns listade i Catalogue of Life.